# Karavilagenina E
La karavilagenina E es un compuesto químico con la fórmula C30H48O3, que se encuentra en Momordica balsamina. Es un cucurbitano tipo triterpenoides, relacionado con cucurbitacina, aislado por C. Ramalhete y otros en 2009.

La karavilagenina E es un polvo amorfo soluble en metanol y acetato de etilo pero insoluble en n-hexano. Es citotóxica a concentraciones alrededor de 50 μM.